# Saalfelden am Steinernen Meer
Saalfelden am Steinernen Meer este un oraș cu 15.800 loc. situat la altitudinea de 748 m deasupra n.m. în Pinzgau, landul Salzburg, Austria. El este situat la nord de platoul Steinernes Meer (Marea de Piatră, 160 km²) din Alpii Calcaroși.